# Velone-Orneto
Velone-Orneto (en cors Velone è Ornetu) és un municipi francès, situat a la regió de Còrsega, al departament d'Alta Còrsega. L'any 1999 tenia 113 habitants.

## Demografia
| 1962 | 1968 | 1975 | 1982 | 1990 | 1999 |
| ---- | ---- | ---- | ---- | ---- | ---- |
| 158  | 178  | 124  | 113  | 109  | 113  |

## Administració
| Període   | Identitat           | Partit | Qualitat |  |
| --------- | ------------------- | ------ | -------- |  |
| 2001-2004 | Louis Semidei       | PRG    |          |  |
| 2008      | Jean-Marie Pallenti |        |          |  |